# 祖山桃子
祖山 桃子（そやま ももこ、10月14日 - ）は、日本の女性声優。埼玉県出身。青二プロダクション所属。

## 略歴
大阪芸術大学芸術学部放送学科卒業。
中学、高校時代は合唱部に所属していた。

## 人物
2011年に創設された大阪芸術大学の放送学科声優コースの第1期生である。
趣味は歌唱、洋画・海外ドラマ鑑賞、ハリウッド女優モノマネメイクである。
青二プロダクションの同期にれいみがいる。

## 出演
太字はメインキャラクター。

### テレビアニメ
2015年
- ONE PIECE 〜アドベンチャー オブ ネブランディア〜
- ONE PIECE エピソードオブサボ 〜3兄弟の絆 奇跡の再会と受け継がれる意志〜

2016年
- 美少女戦士セーラームーンCrystal Season III（女子生徒、客）
- ONE PIECE（2016年 - 2021年、町のミンク、女コック、コーラス、侍女、アキメグ 他）

2017年
- キラキラ☆プリキュアアラモード（女性、男子、浅香さら、女子生徒、ファンの女の子）
- 正解するカド
- 妖怪アパートの幽雅な日常（女性店員、女子C、女子生徒C）
- ONE PIECE エピソードオブ東の海 〜ルフィと4人の仲間の大冒険!!〜

2018年
- ゲゲゲの鬼太郎（第6作）（2018年 - 2020年、アルカリユリコ、桃山雅、柴崎、ミク、美和子、呼子、オメガくん、カンジ、サヤ、健人〈子供〉、ソリカ 他）
- ちびまる子ちゃん（2018年 - 2022年、店員、主婦、アナウンサー、男子B、子供 他）
- 爆釣バーハンター（2018年 - 2019年、トローリング娘、母親）
- それいけ!アンパンマン（女の子）

2019年
- カードファイト!! ヴァンガード（ミス・ディレクション）
- フライングベイビーズ（みぎわ）
- Z/X Code reunion（イラ）

2020年
- マギアレコード 魔法少女まどか☆マギカ外伝（噂する生徒）
- 僕のヒーローアカデミア（2020年 - 2024年、甲矢有弓） - 2シリーズ

2021年
- デジモンアドベンチャー:（ララモン）
- デジモンゴーストゲーム（2021年 - 2022年、ニュースナレーション、美女）
- テスラノート（非常アナウンス、美奈子）

2024年
- 愚かな天使は悪魔と踊る（カーニー）

### 劇場アニメ
- チャックシメゾウ（2019年、クラスメイトB）
- 鬼太郎誕生 ゲゲゲの謎（2023年）

### ゲーム
2015年
- けものフレンズ（マイルカ、クロテン、チンパンジー）
- 三国大戦スマッシュ!（女曹操 他）

2016年
- エルクロニカ（リナ 他）
- 追憶の青（マリー、ブレンダ、コレット）
- ペルソナ5

2018年
- 北斗が如く
- ゴエティアクロス（2018年 - 2023年、バエル）

2019年
- ロボットガールズZ ONLINE（ロムやん）
- スーパーロボット大戦T（システム保安要員）
- ペルソナ5 ザ・ロイヤル
- 新サクラ大戦

2020年
- ドラゴンボールZ カカロット

2021年
- ソロモンプログラム（女海賊ライア）

2022年
- チェイスチェイスジョーカーズ (首塚ツバキ)

2024年
- ORE'N（チェーンソーガール、電撃少女リュクス）

### 吹き替え
- OK K.O.! めざせヒーロー（シャノン）

### ラジオ
2015年
- 青山二丁目劇場 -ベテランキーパーの未来図-（アナウンサー）
- 青山二丁目劇場 -私の母は-（桃子）

2016年
- 青山二丁目劇場 -カロリーハンター細井さんの憂鬱-（細井水樹）
- 超!A&G+ 諏訪道彦のスワラジ（アシスタントパーソナリティ）
- 超!A&G+ 和田昌之と長久友紀のWADAX Radio（アシスタントパーソナリティ）
- ニッポン放送 みんなの作文（朗読）

### テレビドラマ
- ミストレス〜女たちの秘密〜（2019年、NHK総合）[17]

### ナレーション
- グッとラック!（TBS、2019年10月 - ）[18]
- ワンダー・ワード（フジテレビ、2020年1月 - ）

### ボイスオーバー
- NHKニュースおはよう日本（NHK）
- ZIP! チューモーク! コミックめし（日本テレビ）
- 誰だって波瀾爆笑（日本テレビ）
- 月曜から夜ふかし（日本テレビ）
- ニノさん（日本テレビ）
- 輝きYELL!（日本テレビ）
- 世界まる見え!テレビ特捜部（日本テレビ）
- 世界の果てまでイッテQ!（日本テレビ）
- 世界衝撃映像100連発 カメラが見た劇的瞬間（TBS）
- ニュー・シネマ・トレーラーズ（2017年、BSスカパー!） - ナレーション

### Web
- SHOWROOM そやまとながえ（パーソナリティ）